# Der Neue Pauly
Der Neue Pauly is een encyclopedie in het Duits voor de oudheid. Het was de tweede poging om een naslagwerk te maken dat even goed moest zijn als de 84-delige Real-encyclopädie der classischen Altertumswissenschaft (1893-1983), het toenmalige standaardwerk, dat ook wel kortweg Pauly of Pauly-Wissowa wordt genoemd.
De eerste poging was Der Kleine Pauly, waarmee geprobeerd werd de oorspronkelijke Pauly te vernieuwen. Men besloot al snel dat een volledig nieuw werk nodig was en ging over tot het schrijven van Der Neue Pauly. Deze had meer succes dan zijn voorganger en is voor vele zaken het nieuwe naslagwerk.
Een soortgelijke encyclopedie, maar die maar uit een deel bestaat, is de Oxford Classical Dictionary.

## Websites
- (de)  H-A Koch op het Bibliotheksservice-Zentrum Baden-Württemberg. Der neue Pauly.
- (en)  BRILL. Der Neue Pauly. online